# Дуров, Юрий Владимирович
Ю́рий Влади́мирович Ду́ров (1910—1971) — советский артист цирка, дрессировщик, клоун, киноактёр, народный артист СССР (1971).

## Биография
Юрий Дуров родился 30 декабря 1909 года (12 января 1910) в Санкт-Петербурге.

Могила Дурова на Новодевичьем кладбище Москвы

Мемориальная доска на улице Черняховского в Москве

Воспитывался в семье деда — циркового артиста, дрессировщика В. Л. Дурова, который усыновил внебрачного сына своей дочери.
С детства снимался в немом кино. С 1918 по 1928 годы — ассистент деда В. Л. Дурова (Уголок Дурова), с 1929 по 1935 годы — ассистент троюродного брата В. Г. Дурова. Одновременно работал в Театре-студии Ю. Завадского.
С 1935 года работал самостоятельно дрессировщиком группы животных трагически погибшего Л. Иванова. Руководил одним из крупнейших в стране звериных аттракционов. Его хозяйство передвигалось из города в город в 13 вагонах и насчитывало более ста животных и птиц различных пород. В совершенстве владел дуровским методом дрессировки и лаской добивался от своих питомцев поразительной точности в исполнении трюков.
За 46 лет работы в цирке гастролировал по всему СССР и миру.
Снимался в киноэпопее Ю. Н. Озерова «Освобождение» (1968—1971), где сыграл У. Черчилля.
Юрий Владимирович Дуров умер 22 февраля 1971 года в Брюсселе, где в то время находился на гастролях. Похоронен в Москве на Новодевичьем кладбище.

### Семья
- Дед — Владимир Леонидович Дуров (1863—1934), артист цирка, заслуженный артист РСФСР (1927).
- Бабушка — Анна Игнатьевна Дурова (1878—1950), артистка цирка, дрессировщица лошадей, крыс.
- [источник не указан 3032 дня]
- Мать — Наталия Владимировна Дурова (1889—1918), работала в театре и на эстраде, снималась в кино.
- Тётя — Анна Владимировна Дурова (1900—1978), дрессировщица, заслуженный деятель искусств РСФСР (1965).
- Первая жена — Зинаида Тимофеевна Дурова-Бородина (?—1953?)
  - Дочь — Наталья Юрьевна Дурова (1934—2007), артистка цирка, народная артистка СССР (1989).
- Вторая жена — Лола Мухамедовна Ходжаева (род. 1923), артистка цирка, наездница, дрессировщица собак, народная артистка Узбекской ССР (1950).
  - Сын — Юрий Юрьевич Дуров (род. 1954), артист цирка, дрессировщик слонов, народный артист России (2007). Художественный руководитель Театра зверей имени Дурова (Уголок дедушки Дурова) (2007 —2022), Заместитель художественного руководителя по творческим вопросам Театра зверей имени Дурова (2022)[2].
    - Внучка — Наталья Юрьевна Дурова (род. 22.11.1988), артистка-дрессировщица, лауреат премии правительства Москвы 2014 «Лучший молодой специалист в сфере культуры»[3], художественный руководитель Театра зверей имени Дурова (2022),  заслуженная артистка РФ (2024).
- Брат (троюродный) — Владимир Григорьевич Дуров (1909—1972), артист цирка, народный артист СССР (1967).
- Двоюродный дед — Анатолий Леонидович Дуров (1864—1916), цирковой артист.
- Двоюродный дядя — Анатолий Анатольевич Дуров (1887—1928), артист цирка, клоун-сатирик и дрессировщик.

## Награды и звания
- Заслуженный артист РСФСР (19.11.1939)
- Народный артист РСФСР (12.04.1965)
- Народный артист СССР (27.01.1971)
- Орден Трудового Красного Знамени (1939)[4]
- Медали.

## Фильмография
Роли
- 1969 — Парад-алле — дрессировщик
- 1971 — Освобождение — Уинстон Черчилль
- 1993 — Трагедия века — Уинстон Черчилль

Участие в фильмах
- 1951 — На арене цирка (документальный)
- 1965 — Необыкновенный отель (документальный)[5]

Архивные кадры
- 2006 — Юрий Дуров (из цикла передач телеканала ДТВ «Как уходили кумиры») (документальный)